# Батраханов, Мобаряхша Мухамедович
Мобаряхша Мухамедович (Борис Михайлович) Батраханов — советский хозяйственный и государственный деятель, лауреат Государственной премии СССР за выдающиеся достижения в труде.

## Биография
Родился в 1925 году в Саратове. Член КПСС.
В 1941—1993 — токарь-новатор Саратовского электроприборостроительного завода имени Серго Орджоникидзе.
За выдающиеся достижения в соцсоревновании на основе комплексного совершенствования трудовых процессов, внедрения передовой организации труда был в составе коллектива удостоен Государственной премии СССР за выдающиеся достижения в труде 1975 года.
Заслуженный рационализатор РСФСР, почётный изобретатель СССР, почётный гражданин города Саратова.
Умер в 2004 году в Саратове.

## Награды
- Орден Октябрьской Революции
- Орден Трудового Красного Знамени
- Орден Дружбы народов